# Lintjärnarna (Tärna socken, Lappland, 731060-144531)
Lintjärnarna är en sjö i Storumans kommun i Lappland och ingår i Vapstälven-Ranas kustområde. Lintjärnarna ligger i Vindelfjällen Natura 2000-område.